# Хофман, Петер
Петер фон Хофман (нем. Peter Hofmann; 10 июля 1865, Вена, Австро-Венгрия — 7 мая 1923, там же) — австрийский военный деятель, фельдмаршал-лейтенант (с 1914). Барон.

## Биография
Родился в семье офицера. В 1884 году окончил Терезианскую военную академию, а в 1889 был назначен офицером Генерального штаба и был прикомандирован к военному министерству. В 1911 году в звании генерал-майора принял командование бригадой в Больцано, а в апреле 1914 года был назначен командиром 11-го корпуса в Лемберге. После был назначен командиром корпуса в составе 55-й пехотной дивизии, вскоре получившей название «Корпус Хофмана». 
Во время Первой мировой войны он укомплектовал свой корпус частями ландштурма и жандармерии. 1 ноября 1914 года произведен в фельдмаршал-лейтенанты.
В 1915 году успешно противодействовал русским войскам в Карпатской операции, а после участвовал в Горлицком прорыве. В августе — сентябре 1916 года его корпус оборонял район Бережан.
В 1917 году Корпус Хофмана был преобразован в 25-й корпус. 7 августа 1917 года на вилле Вартхольц Петер Хофманн был награждён военным орденом Марии Терезии, тем самым был возведён в звание барона.
В феврале 1918 года Хофман стал генералом инфантерии и оставался командующим 25-го корпуса до конца войны.
1 января 1919 года вышел в отставку